# The Amazing Spiez
The Amazing Spiez (franz. SpieZ! Nouvelle Génération) ist eine französisch-kanadische Zeichentrickserie und ein Ableger der Serie Totally Spies.

## Inhalt
Die vier Geschwister Lee, Marc, Tony und Megan Clark werden zu Spionen bei WOOHP (World Organization of Human Protection, zu dt. Weltorganisation zum Schutz der Menschheit). Jetzt müssen die Teenager nicht nur Hausaufgaben bewältigen, zur Schule gehen und sich ihre Eltern vom Halse halten, sondern auch mit vielen Hightech-Geräten Bösewichte besiegen. Zwar scheitern sie anfangs meist, kommen in eine brenzlige Situation, aber am Ende sind sie (meist) die Gewinner.

## Charaktere
- Lee Clark ist 13 (später 14) und damit der Älteste der Spiez. Außerdem kann er alles außer Kochen. In der Schule ist er das Ass in Sport und hält alle möglichen Schulrekorde.
- Marc Clark ist 12 (später 13), der Nerd bei den Spiez und gleichzeitig der Schlaueste. Er teilt sich ein Zimmer mit Tony.
- Megan Clark ist 12 (später 13) und das einzige Mädchen der Spiez.
- Tony Clark ist 11 (später 12), der Jüngste und Ungeschickteste, und sehr taff.
- Jerry Lewis ist Chef der Organisation WOOHP, der ebenfalls bei „Totally Spies“ auftritt.
- Alex, Clover und Sam sind Mitglieder bei WOOHP, die Hauptfiguren der Originalserie, die inzwischen schon erwachsen sind.

## Veröffentlichung
Auf dem Disney Channel Asia wird die Serie seit dem 22. November 2008 ausgestrahlt. In Frankreich wird die Sendung seit 2010 auf TF1 gezeigt. Seit dem 10. Dezember 2010 wird die Serie regelmäßig auf Disney XD in Deutschland ausgestrahlt.

## Synchronisation
Synchronisiert wurde die Serie bei der Hermes Synchron, Potsdam. Regie und Buch Sven Plate.
| Charakter   | Französischer Sprecher | Deutscher Sprecher |
| ----------- | ---------------------- | ------------------ |
| Lee Clark   | Donald Reignoux        | Julius Jellinek    |
| Marc Clark  | Alexandre N'Guyen      | Konrad Bösherz     |
| Megan Clark | Caroline Mozonne       | Magdalena Turba    |
| Tony Clark  | Céline Ronte           | Christian Zeiger   |
| Jerry Lewis | Jean-Claude Donda      | Bodo Wolf          |